# Погонич галапагоський
Погонич галапагоський (Laterallus spilonota) — вид журавлеподібних птахів родини пастушкових (Rallidae). Ендемік Галапагоських островів. Галапагоський погонич є сестринським видом по відношенню до американського погонича, з яким вони розділилися 1,2 млн років тому.

## Опис
Довжина птаха становить 15-16 см. Голова, шия і груди чорнувато-сірі. Верхня частина тіла чорнувато-бура, під час сезону розмноження поцяткована білими плямками. Нижня частина тіла темно-сіро-коричнева, нижні покривні пера хвоста поцятковані чорними і білими смугами. Райдужки червоні, дзьоб чорний, лапи коричневі. Вокалізація різноманітна, включає різноманітні звуки. Крила дуже короткі, птах майже втратив здатність до польоту, хоча на відміну від деяких інших острівних видів, може це робити.

## Поширення і екологія
Галапагоські погоничі мешкають на Галапагоських островах. Вони є поширеними на високогір'ях островів Сантьяґо, Санта-Крус і Сьєрра-Негра, менші, однак стабільні популяції мешкають на островах Вульф, Дарвін, Ісабела і Фернандіна. Популяція острова Пінта відновилася після знищення на островах кіз. На островах Сан-Кристобаль, Бальтра і Флореана галапагоські погоничі вимерли.
Галапагоські погоничі живуть на високогірних луках та у високогірних лісах і чагарникових заростях, трапляються в мангрових заростях. Зустрічаються на висоті до 1700 м над рівнем моря. Вони віддають перевагу прісноводним водоймам і уникають низькотравних луків. Живляться безхребетними і насінням. 

## Збереження
МСОП класифікує цей вид як вразливий. За оцінками дослідників, популяція галапагоських погоничів становить від 3300 до 6700 дорослих птахів. Їм загрожує хижацтво з боку інтродукованих щурів, котів, собак і свиней, а також знищення природного середовища в результаті випасу худоби.